# Глухолази
Глухолази (пол. Głuchołazy, чеськ. Hlucholazy, нім. Bad Ziegenhals) — місто в південно-західній Польщі, на річці Бяла-Глухолазька.
Належить до Ниського повіту Опольського воєводства.
У місті народився польський актор та співак Міхал Байор.

## Демографія
Демографічна структура станом на 31 березня 2011 року:
|          | Загалом | Допрацездатний вік | Працездатний вік | Постпрацездатний вік |
| -------- | ------- | ------------------ | ---------------- | -------------------- |
| Чоловіки | 6921    | 1164               | 4972             | 785                  |
| Жінки    | 7639    | 1174               | 4423             | 2042                 |
| Разом    | 14560   | 2338               | 9395             | 2827                 |